# 凿齿 (民俗)
凿齿，是一些民族会有的对牙齿做人为改变的社会习俗，其中一部分原因是为了美或性,有的则是为了体现对苦有顽强的耐力。也叫做打牙，在很多地区有此习俗。

## 世界各地的例子
美洲的玛雅人把牙齿磨成尖状或方状，贵族还在牙上钻孔后镶入玉等宝石。
分布於黃河下游，主要在山東一帶的新石器大汶口文化，發現的十四歲以上成年人類遺骨，無論男女大多數都有在生前即鑿去上頷副門齒的情況，研判是當時流行的成年儀式。
中国古代民族中的百越族人，习惯拔除上颌位于犬齿之前的左右两颗副门齿。此俗在百越族後代的一支仡佬族部分支系中得到延續，如貴州省普安縣的「打牙仡佬」支系，直至中華人民共和國建立前仍保持著女子出嫁時拔除1～2顆上犬齒的習俗。
臺灣原住民中的泰雅族、賽夏族、布農族、西拉雅族、鄒族等有类似上述的习俗，或者用外物打断，或者拔除牙齿。一般是作为成人礼的一部分。日本的繩文人也有此習慣。